# جوستاف ألمجرين
جوستاف ألمجرين (6 نوفمبر 1906 – 31 أغسطس 1936) هو مبارز بالسيف سويدي راحل، مثّل بلاده في الألعاب الأولمبية الصيفية 1936.

## روابط رياضية
جوستاف ألمجرين على موقع أوليمبيديا (الإنجليزية)
- جوستاف ألمجرين على موقع اللجنة الأولمبية السويدية (السويدية)